# Oluwafemi Ajilore
Ebenezer Oluwafemi Ajilore est un footballeur international nigérian né le 18 janvier 1985 à Lagos. Il évolue au poste de milieu de terrain.

## Palmarès
- Médaille d'argent aux Jeux olympiques de 2008